# Kroatië op het Eurovisiesongfestival 1996
Kroatië nam deel aan het Eurovisiesongfestival 1996 in Oslo, Noorwegen. Het was de 4de deelname van het land op het Eurovisiesongfestival. De selectie verliep via het jaarlijkse Dora. HRT was verantwoordelijk voor de Kroatische bijdrage voor de editie van 1996.

## Selectieprocedure
De nationale finale werd gehouden in Opatija op 3 maart 1996.
In totaal deden er 20 artiesten mee aan deze finale en de winnaar werd gekozen door televoting.

| Volgorde | Artiest                    | Lied                              | Plaats | Punten |
| -------- | -------------------------- | --------------------------------- | ------ | ------ |
| 1        | Alen Vitasović             | "Marija"                          | 13     | 18     |
| 2        | Erwin                      | "Uvijek ti"                       | 14     | 16     |
| 3        | Novi fosili                | "Spray"                           | 6      | 76     |
| 4        | Leo                        | "Postojiš"                        | 15     | 11     |
| 5        | Srebrna krila              | "Divno je znati da netko te voli" | 9      | 52     |
| 6        | Juci                       | "Moja posljednja molitva"         | 19     | 4      |
| 7        | Marinella & Tutti Frutti   | "Sjeti se"                        | 3      | 137    |
| 8        | Massimo                    | "Kao more"                        | 12     | 33     |
| 9        | Branimir Mihaljević        | "Zbog ljubavi"                    | 11     | 39     |
| 10       | Giuliano                   | "Sjaj u očima otkriva te"         | 5      | 104    |
| 11       | Ivana Banfić & Rene Cooler | "Dani ludila"                     | 20     | 1      |
| 12       | Renata Kos                 | "O mama, mama"                    | 17     | 10     |
| 13       | Maja Blagdan               | "Sveta ljubav"                    | 1      | 214    |
| 14       | Divas                      | "Sexy Cool"                       | 10     | 50     |
| 15       | Jelena                     | "Aha"                             | 2      | 156    |
| 16       | Naim Ayra                  | "Dvije ruže"                      | 17     | 10     |
| 17       | Ivan Mikulić               | "Budi ona prava"                  | 8      | 55     |
| 18       | Zrinka                     | "Tako sam ranjiva"                | 4      | 106    |
| 19       | Petar Grašo                | "Otkada nije mi tu"               | 7      | 57     |
| 20       | Sandra Sagena              | "Ne želim biti dama"              | 15     | 11     |

## In Oslo
In Noorwegen moest Kroatië optreden als 7de van 23 deelnemers, net na Malta en voor Oostenrijk. Op het einde van de puntentelling bleken ze op een 4e plaats te zijn geëindigd met 98 punten.
België en Nederland hadden respectievelijk 4 en 5 punten over voor deze inzending.

### Gekregen punten

#### Finale
| 12 punten                                  | 10 punten                          | 8 punten           | 7 punten            | 6 punten                             |
| ------------------------------------------ | ---------------------------------- | ------------------ | ------------------- | ------------------------------------ |
|                                            | - Bosnië en Herzegovina - Portugal | - Cyprus - Turkije | - Malta - Noorwegen | - Estland - Ierland                  |
| 5 punten                                   | 4 punten                           | 3 punten           | 2 punten            | 1 punt                               |
| - IJsland - Nederland - Slowakije - Spanje | - België - Verenigd Koninkrijk     | - Slovenië         | - Polen             | - Griekenland - Zweden - Zwitserland |

### Punten gegeven door Kroatië

#### Finale
Punten gegeven in de finale:
| 12 punten | Malta                 |
| 10 punten | Portugal              |
| 8 punten  | Cyprus                |
| 7 punten  | Verenigd Koninkrijk   |
| 6 punten  | Slovenië              |
| 5 punten  | Noorwegen             |
| 4 punten  | Spanje                |
| 3 punten  | Bosnië en Herzegovina |
| 2 punten  | België                |
| 1 punt    | Turkije               |